# Casuel
Un casuel est un revenu aléatoire d'un emploi ou d'un office qui peut s'ajouter à un revenu régulier. Lorsque c'est un adjectif, il désigne une chose subordonnée au hasard.

## Église catholique
Le casuel est une rétribution accordée au cas par cas au clergé pour l'exercice de certains ministères (baptêmes, bénédictions, funérailles, mariages) ou encore lors des quêtes.

## Droit casuel
Un droit casuel était le droit d'un seigneur sur les profits occasionnels de son fief. On peut citer en particulier :
- le droit d'aubaine, par lequel le seigneur héritait des biens d'un étranger mort sur ses terres,
- les lods et ventes qui étaient des taxes seigneuriales prélevées à chaque fois qu'une terre censive était vendue,
- l'acapte exigible lors de la mort du seigneur ou du censitaire.

Ces droits étaient donnés aux seigneurs en priorité, puis au peuple. Ce droit est au sommet de la hiérarchie des normes sous l'Ancien Régime[réf. nécessaire].